# Centro de Procesamiento Regional de Nauru

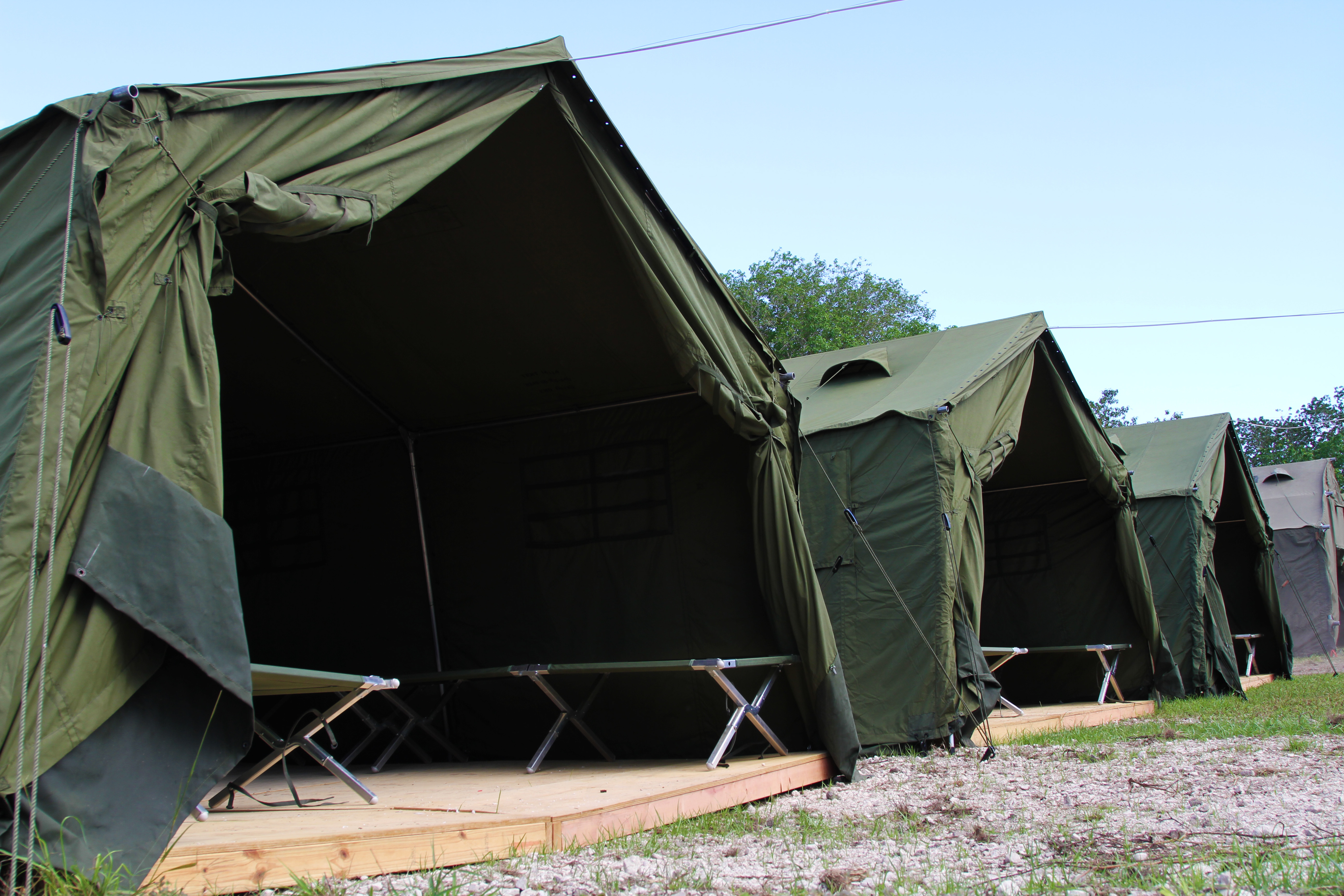
Alojamiento en el centro de procesamiento en alta mar de Nauru.

El Centro de Procesamiento Regional Naurú es un centro de detención de las autoridades de inmigración australianas por fuera del territorio nacional, localizado en el sur de la isla nación Nauru en el Pacífico. El centro está operado por Broadspectrum  (anteriormente conocido como Servicios Transfield) en nombre del Departamento de Inmigración y Protección de Fronteras, un departamento del Gobierno de Australia, responsable de los asuntos de inmigración, ciudadanía y control de fronteras. El uso de instalaciones de detención por el departamento de inmigración es parte de una política de detención obligatoria en Australia.
El Centro Naurú fue abierto en 2001 como una solución presentada por el gobierno de Howard, pero fue suspendido en 2008 para cumplir una promesa de elección por parte del gobierno de Rudd. En agosto de 2012 el gobierno de Gillard lo volvió a abrir después de un notable aumento en el número de llegadas marítimas de buscadores de asilo y por la presión de la oposición de Abbott. Las políticas de los partidos actuales del Trabajo y de Coalición declaran que todos los detenidos que intentaron llegar a Australia por barco, nunca podrán pisar suelo de Australia.
Desde entonces, muchos detenidos han sido regresados a sus países de origen, incluyendo Irak, Siria, Somalia, Sudán, Afganistán y "destinos" desconocidos. Los buscadores de asilo genuinos también han sido detenidos en la isla desde mediados del 2013.

## Condiciones
Las condiciones en el Centro de Retención de Naurú eran inicialmente descritas como duras, con instalaciones de salud básicas. En 2002, detenidos deploraban la escasez de agua y las condiciones de sobrepoblación. Había solo servicios de educación muy limitada para niños. El 19 de julio de 2013 hubo un disturbio importante en el centro de detención. Varios edificios fueron destruidos por el fuego, y el daño estuvo estimado en $60 millones. Huelgas de hambre y autolesión, incluyendo detenidos que se cosieron los labios, fueron los reportes. Intentó los suicidios también fueron comunes. El personal médico ha sido proporcionado por Organización Internacional para Migración.
Un sentido agobiante de desesperación ha sido repetidamente expresado por los detenidos debido a la incertidumbre de su situación y la lejanía de sus seres queridos. En 2013, un enfermero veterano describió el centro de detención 'como un campamento de concentración'. En 2015, varios miembros del personal del centro de detención escribieron una carta abierta en donde denuncian casos de abuso sexual contra mujeres y niños.
La carta asegura que el gobierno australiano ha sido consciente de estos abusos por más de 18 meses. Esta carta añadió peso a las declaraciones en las cuales "guardias habían comerciado marihuana para obtener favores sexuales de niños que buscan asilo".

## Acceso de medios de comunicación
El acceso de los medios de comunicación a la isla de Naurú, y del Centro de Retención en particular, es estrechamente controlado por el gobierno de Naurú. En enero de 2014, el gobierno de Naurú anunció el incremento en el costo de visas para medios de comunicación que querían visitar la isla de $200 a $8,000 dólares australianos con la posibilidad de perder dicha cantidad si la visa no era concedida. Desde entonces periodistas de Al Jazeera, ABC, SBS y El Guardián han declarado que han solicitado visados para sus medios de comunicación sin éxito. El último periodista que visitó la isla antes del inicio de la Operación Fronteras Soberanas fue Nick Bryant de la BBC.
En octubre de 2015, Chris Kenny, un comentarista político para El australiano, fue el primer periodista australiano en visitar Naurú en 18 meses. En la isla Kenny entrevistó a una somalí conocida como "Abyan", quién alegó fue violada en Naurú y quien pidió un aborto del embarazo resultante. Pamela Curr del Centro de Ayudas a los Buscadores de Asilo, acusó a Kenny de obtener la entrevista a Abyan de manera forzada, una acusación que Kenny rechazó. En junio de 2016, el Consejo de Prensa de Australia rechazó una queja con respecto a las palabras de su artículo y su titular.
En junio de 2016, el programa de televisión Un Asunto Actual obtuvo acceso a la isla y al centro de reclusión. La reportera Caroline Marcus presentó a los buscadores de asilo dentro del albergue con todos los equipos y cada uno con su televisión propia, microondas, aire acondicionado y refrigerador. En una columna del diario El Telégrafo y en una entrevista con ACA con Tracy Grimshaw, Marcus negó que hubiese habido condiciones en la visita de su equipo, y declaró que el gobierno australiano no sabía de dicha visita hasta después de que habían llegado a la isla.